# Avro Lancastrian
Авро Ланкастриан (англ. Lancastrian) — британский транспортный самолёт, представлял собой тяжёлый четырёхмоторный бомбардировщик Авро Ланкастер со снятым вооружением.

## История создания и эксплуатации
С началом Второй Мировой войны большая часть авиационных заводов была переведена на военное производство. Спрос на пассажирские и транспортные самолеты значительно снизился и производство любых гражданских самолетов в Великобритании было практически остановлено. Однако к 1943 году возникла потребность в таких самолетах.
Компания Canadian Victory Aircraft в Торонто разработала проект по переоборудованию бомбардировщика Avro Lancaster в транспортный самолет. С бомбардировщика демонтировали турели и камуфляж, а вместо передней и задней стрелковых башен установили заостренные обтекатели. По бортам добавили три иллюминатора.
В это время спрос на транспортные самолеты был очень велик и самолет отправили в Великобританию на фирму "Авро" для более глубокой модернизации. Здесь самолет подвергся более полной конверсии - полностью снято вооружение, на месте бомбового отсека установлены дополнительные топливные баки, внутри фюзеляжа оборудовали салон на десять пассажирских мест. Дальность полета увеличилась до 6437 км.
Первый полет модифицированный самолет совершил 22 июля 1943 года с четырьмя тоннами армейский почты, а 1 сентября 1943 года самолету был выдан Британский сертификат летной годности. Самолету было присвоено внутреннее обозначение Avro Type 691 и собственное название Lancastrian Mk.I.В 1945 году был проведен демонстрационный полет из Великобритании в Новую Зеландию продолжительностью 3 дня и 14 часов. В ходе этого полета самолет достиг средней скорости 354 км/ч.
В связи с тем, что базовым самолетом был бомбардировщик, салон в пассажирской комплектации был тесным. Помимо экипажа из 5 человек (включая бортпроводника) в нем могло разместиться 9-13 пассажиров. Но он идеально подходил на роль транспортных самолетов. Часть самолетов предназначалась для перевозки VIP пассажиров, но большая часть использовалась как транспортник.
Всего было выпущено 91 самолет Lancastrian, которые отличались внутренней компоновкой. 81 самолет был построен в Англии и 10 переделали в Канаде. Самолет также использовался в 1949 году для перевозки бензина и дизельного топлива во время воздушного моста Западный Берлин. За один рейс самолет брал на борт 11365 литров жидкого груза.
Шесть самолетов  пассажировместимостью на 13 человек были приобретены британской авиакомпанией BSAA для эксплуатации на воздушных линиях в Южной Африке. Но эксплуатация в этом регионе оказалась неудачной, с августа по ноябрь 1947 года было потеряно 4 самолета. Помимо Великобритании и Канады эксплуатантами этих самолетов были аргентинские авиалинии FAMA до 1947 года и итальянская Alitalia до 1952 года.
В Великобритании несколько самолетов Lancastrian использовались в качестве испытательного стенда для реактивных, турбореактивных и газотурбинных двигателей. Существовал вариант с двумя поршневыми и двумя реактивными двигателями. Один из таких самолетов совершил в 1946 году коммерческий рейс из Лондона в Париж, пролетев на реактивной тяге весь маршрут за 50 минут.
Avro Lancastrian был примером использования ненужных военных самолетов в гражданских целях

## Тактико-технические характеристики
Источник данных: Avro Lancastrian на сайте "Уголок неба 

Технические характеристики
- Экипаж: 3
- Пассажировместимость: 9
- Длина: 21,18 м
- Размах крыла: 31,09 м
- Высота: 5,97 м
- Площадь крыла: 120,4 м² (1 297 кв. футов)
- Профиль крыла: N.A.C.A. 23018 (внутренние секции крыла) и N.A.C.A. 23013 (внешние секции)
- Масса пустого: 14 320 кг
- Нормальная взлётная масса: 28 940 кг
- Силовая установка: 4 × Rolls-Royce Merlin
- Мощность двигателей: 4 × 1 640 л.с. (4 × 1 200 кВт)
- Воздушный винт: Де Хевилленд Гидроматик, трехлопастной металлический

Лётные характеристики
- Максимальная скорость: 498 км/ч
- Крейсерская скорость: 443 км/ч
- Практическая дальность: 4 872 км
- Практический потолок: 7 260 м